# MOTアニュアル
MOTアニュアル(もっとあにゅある)は、東京都現代美術館が毎年開催する現代美術のグループ展。

## 概要
1999年の第1回展以降、毎年開催される現代美術展である。2001年、2009年、2013年、2015年、2017年、2018年は開催されていない。

## 歴史

### MOTアニュアル1999　ひそやかなラディカリズム
キュレーター : 南雄介
参加アーティスト : 丸山直文、河田政樹、小沢剛、関口国雄、中沢研、杉戸洋、高柳恵里、内藤礼、吉田哲也

### MOTアニュアル2000　低温火傷
キュレーター ： 岡村恵子
参加アーティスト : 平川典俊、中村政人、木村太陽、守章、高島陽子、ホンマタカシ

### MOTアニュアル2002　フィクション？絵画がひらく世界
キュレーター ： 不明
参加アーティスト : 今村哲、落合多武、紺泉、佐藤純也、柴田健治、タナベマサエ、蓜島伸彦、村瀬恭子

### MOTアニュアル2003　days おだやかな日々
キュレーター ： 不明
参加アーティスト : 野田哲也、押江千衣子、上原三千代、染谷亜里可、高木正勝、小林孝亘

### MOTアニュアル2004　私はどこから来たのか/そしてどこへ行くのか
キュレーター ：関直子、笠原美智子
参加アーティスト : 磯山智之、内海聖史、奥井ゆみ子、北島敬三、小瀬村真美、中ザワヒデキ、三浦淳子、山口晃

### MOTアニュアル2005　愛と孤独、そして笑い
キュレーター ：笠原美智子、米崎清実
参加アーティスト : イケムラレイコ、出光真子、イチハラヒロコ、岡田裕子、オノデラユキ、鴻池朋子、澤田知子、嶋田美子、溝口彰子O.I.C、綿引展子

### MOTアニュアル2006　No Border
キュレーター ：加藤弘子、山本雅美
参加アーティスト : 篠塚聖哉、天明屋尚、長沢明、町田久美、松井冬子、三瀬夏之介、吉田有紀

### MOTアニュアル2007　等身大の約束
キュレーター ：米崎清実、岡村恵子
参加アーティスト : 千葉奈穂子、中山ダイスケ、秋山さやか、加藤泉、しばたゆり

### MOTアニュアル2008　解きほぐすとき
キュレーター ：西川美穂子
参加アーティスト : 金氏徹平、高橋万里子、立花文穂、手塚愛子、彦坂敏昭

### MOTアニュアル2010　装飾
キュレーター ：関昭郎、鎮西芳美
参加アーティスト : 青木克世、小川敦生、黒田潔、塩保朋子、野老朝雄、松本尚、水田寛、森淳一、山本基、横内賢太郎

### MOTアニュアル2011　Nearest Faraway｜世界の深さのはかり方
キュレーター ：鎮西芳美
参加アーティスト : 池内晶子、椛田ちひろ、木藤純子、関根直子、冨井大裕、八木良太

### MOTアニュアル2012　風が吹けば桶屋が儲かる
キュレーター ：西川美穂子、三宅拓也
参加アーティスト :  奥村雄樹、佐々瞬、下道基行、田中功起、田村友一郎、Nadegata Instant Party（中崎透+山城大督+野田智子）、森田浩彰 

### MOTアニュアル2014　フラグメント―未完のはじまり
キュレーター ：森千花、関直子
参加アーティスト : 青田真也、髙田 安規子・政子、パラモデル、福田尚代、宮永亮、吉田夏奈

### MOTアニュアル 2016　キセイノセイキ
キュレーター ：吉﨑和彦
参加アーティスト : 遠藤麻衣、増本泰斗、小泉明郎、齋藤はぢめ、アルトゥル・ジミェフスキ、高田冬彦、橋本聡、藤井光、古屋誠一、ダン・ペルジョヴスキ、横田徹

### MOTアニュアル2019　Echo after Echo：仮の声、新しい影
キュレーター ：藪前知子
参加アーティスト : THE COPY TRAVELERS、PUGMENT、三宅砂織 、吉増剛造プロジェクト｜KOMAKUS + 鈴木余位 、鈴木ヒラク

### MOTアニュアル2020　透明な力たち
キュレーター ：小高日香理
参加アーティスト : 片岡純也＋岩竹理恵、清水陽子、中島佑太、Goh Uozumi、久保ガエタン

### MOTアニュアル2021　海、リビングルーム、頭蓋骨
キュレーター ：崔敬華
参加アーティスト : 小杉大介、潘逸舟、マヤ・ワタナベ

### MOTアニュアル2022　私の正しさは誰かの悲しみあるいは憎しみ
キュレーター ：西川美穂子
参加アーティスト : 大久保あり、工藤春香、高川和也、良知暁

### MOTアニュアル2023　シナジー、創造と生成のあいだ
キュレーター ：森山朋絵
参加アーティスト : 荒井美波、後藤映則、(euglena)、Unexistence Gallery（原田郁／平田尚也／藤倉麻子／やんツー）、やんツー、花形槙、菅野創＋加藤明洋＋綿貫岳海、Zombie Zoo Keeper、石川将也、杉原寛、中路景暁、キャンベル・アルジェンジオ、武井祥平、市原えつこ、友沢こたお